# گل من دره
گل من دره روستایی در دهستان گلستان بخش مرکزی شهرستان گرمه استان خراسان شمالی ایران است.

## جمعیت
بر پایه سرشماری عمومی نفوس و مسکن در سال ۱۳۹۵ جمعیت این مکان ۶۸ نفر (۲۲خانوار) بوده‌است.